# Rába H18
Der Rába H18 ist ein allradgetriebener Lastkraftwagen (6×6) aus der Produktion des Rába-Werks im ungarischen Győr.

## Modellbeschreibung
Der Raba H18 ist ein auf einem U-Profil-Leiterrahmen aufgebauter 6×6-Militärtransporter, dessen Entwicklung bereits Mitte der 1980er-Jahre begann. Der erste Prototyp basierte auf dem Chassis eines sowjetischen 6×6-LKW von KamAZ. Im Zuge des Zerfalls des Ostblocks orientierte man sich künftig an MAN-Militär-LKW, wie dem MAN gl. Im Jahr 2004 konnten schließlich die ersten H18 bei den ungarischen Streitkräften in Dienst gestellt werden. Das Fahrzeug entspricht NATO-Standards. Wie beim Modell H14, so wird auch beim H18 das MAN-Führerhaus des MAN gl verwendet.
Das Fahrzeug wird von einem 6,9-Liter-MAN-Turbodieselmotor des Typs MAN D0836 LFG01 mit einer Leistung von 206 kW angetrieben. Vom Motor wird das Antriebsmoment auf ein manuell zu schaltendes synchronisiertes Neunganggetriebe des Herstellers ZF übertragen. Es hat 9 Vorwärtsfahrstufen und eine Rückwärtsfahrstufe und wird im Doppel-H-Schema geschaltet. Bis auf die erste als Kriechgang ausgelegte Fahrstufe und den Rückwärtsgang sind alle Gänge synchronisiert. Das Differential des Verteilergetriebes, das das Drehmoment zwischen Vorderachse und Hinterachsen verteilt, ist sperrbar. Das Fahrzeug ist mit Zweikreisbremsanlage, ABS, Retarder und Anhängerbremsanlage ausgerüstet. Ferner ist eine Seilwinde mit einer Zugkraft von 70 kN eingebaut.

## Technische Daten
Quelle: Datenblatt des Herstellers
- Modell: Raba H18.206DAE-001
- Maximal zulässige Gesamtmasse: 20.500 kg
- Fahrzeugmasse: 11.100 kg
- Nutzlast (Straße / Gelände): 9.400 / 7.500 kg
- Maximale Anhängemasse (Straße / Gelände): 14400 / 8000 kg
- Maximal zulässige Masse für Gliederzug: 34.900 kg
- Radstand: 3.500+1.350 mm
- Länge: 7.750 mm
- Breite: 2.500 mm
- Höhe: 2.900 mm
- Steigfähigkeit: 67 %
- Böschungswinkel: 35°
- Kippwinkel: 20°
- Wattiefe: 1.200 mm
- Motor: Wassergekühlter Turbodieselmotor mit Direkteinspritzung MAN D0836 LFG01 (EURO 3)
- Hubraum: 6.871 cm³
- Nennleistung: 206 kW bei 2400/min
- Max. Drehmoment: 1.100 N·m bei 1400–1700/min